# Y. K. Lin
Y. K. Lin é um engenheiro estadunidense.
É professor da Universidade Atlântica da Flórida.